# York (Toronto)
York è un distretto di Toronto, città canadese nella provincia dell'Ontario.
Si tratta di una delle sei ex municipalità accorpate a Toronto nel 1998.
La sua popolazione al censimento del 2006 era di 143 255 abitanti.

## Società

### Evoluzione demografica
Secondo le statistiche prese dal censimento canadese del 2001 la popolazione di York è così composta:
- 61.0% Popolazione bianca (soprattutto portoghesi, italiani e britannici)
- 14.4% Popolazione nera (soprattutto giamaicani, africani e altre popolazioni caraibiche)
- 5.8% latino americani (soprattutto salvadoregni)
- 4.7% Sud-asiatici
- 3.8% filippini
- 3.2% cinesi
- 2.7% Popolazioni del Sud-est asiatico, soprattutto vietnamiti
- 4.4% Altro

Tra le minoranze etniche che rientrano nell'ultima categoria sono da annoverare un ragguardevole gruppo di europei dell'est (presso Humewood-Cedarvale) e tedeschi. La demografia religiosa di York spazia dalla religione cattolica nella metà meridionale di Oakwood-Vaughan, a quella anglicana a Weston, all'ebraica a Humewood-Cedarvale fino a quella rastafariana a Little Jamaica nella metà settentrionale di Oakwood-Vaughan, ad ovest lungo Eglinton Avenue e ad est di Keele Steret. È presente, inoltre, un rilevante numero di avventisti del settimo giorno, pentecostali ed evangelici

## Storia
Humewood-Cedarvale si ampliò negli anni dieci per attrarre sviluppo nella cittadina in crescita.
Anche Oakwood-Vaughan si sviluppò in questo periodo. Negli anni venti, le caratteristiche della città cambiarono, quando la sua parte meridionale giunse al confine della città di Toronto, prendendo un aspetto più urbano, confrontato al carattere rurale della parte settentrionale.

## Amministrazione

### Gemellaggi
- L'Aquila